# Rita Strohl
Pour les articles homonymes, voir Strohl.
Rita Strohl, née Aimée Marie Marguerite Mercédès Larousse La Villette, le 8 juillet 1865 à Lorient (Morbihan) et morte le 27 mars 1941 à La Gaude (Alpes-Maritimes), est une pianiste et compositrice française.

## Biographie
Marguerite la Villette est la fille de l'artiste peintre Élodie La Villette (1842-1917) et de Jules La Rousse La Villette. Elle est aussi la nièce du côté maternel de l'artiste peintre Caroline Espinet (1844-1910).
En 1888, elle épouse l'enseigne de vaisseau Émile Strohl (1863-1900) dont elle gardera le nom et dont elle eut trois filles et un fils, les deux aînées ayant été recueillies à la mort de leur père par Caroline Espinet. Rita Strohl crée en 1912, avec son second mari, le maître verrier et mélomane Richard Burgsthal (pseudonyme de René Billa) et avec l’appui financier d'Odilon Redon, Gustave Fayet et d’autres souscripteurs, l'éphémère théâtre de La Grange à Bièvres (Essonne), qui fermera dès le début de la Première Guerre mondiale. Elle y donne des œuvres lyriques imprégnées de mysticisme et de symbolisme.
Rita Strohl composa plusieurs pièces lyriques, symphoniques et de musique de chambre. Elle fut plébiscitée par Camille Saint-Saëns, par Vincent d’Indy, ou Gabriel Fauré… Jane Bathori chanta ses Chansons de Bilitis, et Pablo Casals joua sa musique.
Honorée notamment par Pierre Louÿs et Henri Duparc, elle figure dans le dictionnaire des contemporains (date à préciser)[réf. nécessaire] où on signale qu’elle est officier d’Académie.
Sa condition de femme artiste et son fort tempérament, ainsi qu’une volonté farouche d’échapper aux mondanités parisiennes expliquent peut-être les raisons de son oubli : la plupart de ses œuvres n’ont jamais été éditées ni enregistrées, et les manuscrits de ses œuvres sont actuellement en possession de ses descendants lorientais.
Morte quasi oubliée, sa musique suscite depuis quelques années un regain d’intérêt, mais encore trop confidentiel au regard de la qualité des œuvres retrouvées[réf. nécessaire] (notamment sa sonate pour violoncelle et piano « Titus et Bérénice »).

## Œuvres
- Trio avec piano (1884)[6]
- Messe à six voix, orchestre et orgue (1885) donnée à Rennes et Chartres[6]
- Grande Fantaisie-quintette (1886)
- Forêt de Brocéliande (1887)
- Septuor en Ut mineur (1890)
- Quatuor pour cordes et piano (1891)
- Grande Sonate dramatique "Titus et Bérénice" (1892)
- Cloches de Noël, poésie du marquis de Fraysseix (1895)[7]
- Jeanne d'Arc, grande symphonie dramatique en quatre tableaux pour solos, chœurs et orchestre, représentée à Lorient (1897)[8]
- Sonnet (In Coelo et in terra), poésie de Charles Sinoir (1897)[9]
- Madeleine, poésie du marquis de Fraysseix (1897)[10]
- Solitude, rêverie pour piano et violoncelle (1897)[11]
- Bilitis, douze chants sur des poèmes de Pierre Louÿs[12], créés par Jane Bathori en 1898
- Trio pour clarinette, violoncelle et piano, Arlequin et colombine (1898)
- Thème et variations pour piano, op. 40[13]
- Dix poésies mises en musique[12], pour voix et piano (1901)[14]
- Symphonie de la mer (1902)[6]
- Musique sur l'eau (1903)
- Les Noces spirituelles de la Vierge Marie (1903)[6]
- Trois Préludes pour orchestre, 1re audition aux Concerts Lamoureux en 1904[15]
- Symphonie de la forêt (1901)[6] dont le Finale est créé aux Concerts Lamoureux en 1911[16]
- Le Suprême Puruscha, cycle mystique en sept parties (1908)[6]
- La Femme pécheresse, drame lyrique (1913)[6]

## Discographie
- Titus et Bérénice, Aude Pivôt (violoncelle) et Laurent Martin (piano), avec la Sonate pour violoncelle et piano no 2 de George Onslow, Ligia Digital, 2017[17].
- Titus et Bérénice, Edgar Moreau (violoncelle) et David Kadouch (piano), avec d'autres œuvres de compositeurs français de la même période, sur double album Warner Classics / Erato, 2018[18].
- Rita Strohl, une compositrice de la démesure. Monographie en 3 volumes, musique vocale, musique de chambre et musique orchestrale (6 CD), La boîte à pépites, 2023-2024[19].